# Halina Łabędzka
Halina Łabędzka (Dunin-Łabędzka) primo voto Rzewuska, secundo voto Stpiczyńska (ur. 25 listopada 1905, zm. 24 lipca 1985) – polska aktorka filmowa.

## Życiorys
Pochodziła z ziemiaństwa – jej rodzicami byli Jan i Maria Dunin-Łabędzcy. Urodziła się na Kresach, a po rewolucji październikowej 1917 roku i utracie majątku rodzinnego, przybyła wraz z rodzicami do Warszawy.
Jej kariera rozpoczęła się dzięki przyznaniu jej przez dwutygodnik „Pani” tytułu „Miss Polski 1925”. Co ciekawe, Łabędzka nie wysyłała swojego zgłoszenia na konkurs – znalazła się w nim dzięki fotografii, którą pokazał jury rzeźbiarz Stanisław Jackowski. W latach 1925–1927 grała w polskich i francuskich produkcjach filmowych. Pozowała od obrazów i rzeźb, wygrała również konkurs piękności filmowych, organizowany przez niemiecki magazyn „Der Spiegel”. Jej twarz została także użyta w reklamie angielskiej firmy tytoniowej Nicolas Sarony.
Na początku 1927 roku wyszła za mąż za hrabiego Feliksa Rzewuskiego, pod naciskiem którego zaprzestała dalszych występów. Była natomiast bywalczynią warszawskich salonów oraz bali. Małżeństwo rozwiodło się na początku lat 30. XX wieku. Pomimo kilku ofert, Łabędzka nie powróciła na ekran. Jej drugim mężem był Wojciech Stpiczyński (1896–1936) – dziennikarz i polityk, z którym wzięła ślub w 1933 roku. Po jego śmierci nie wyszła ponownie za mąż – przeniosła się do Skierniewic i zajęła się wychowaniem córki Agaty.
Lata II wojny światowej spędziła w Warszawie, w której mieszkała również po jej zakończeniu, do początku lat 60. XX wieku. Następnie powróciła do Skierniewic, gdzie zamieszkała w mieszkaniu rodziców przy ul. Lelewela 19. Pracowała jako księgowa, a następnie kasjerka w aptece przy skierniewickim Rynku. Została pochowana na cmentarzu parafialnym Parafii św. Jakuba Apostoła w Skierniewicach.

## Filmografia
- Wampiry Warszawy. Tajemnica taksówki nr 1051 (1925) – Urszula, córka Pradowskiego
- Naples au baiser de feu (1925)
- La tournée Farigoule (1926)
- Bunt krwi i żelaza (1927) – Irena Chełmska

Źródło.